# Christophe Palma
Pour les articles homonymes, voir Palma.
Christophe Palma, né en 1969 à Perpignan, est un dessinateur de bande dessinée français.

## Biographie
Christophe Palma obtient un baccalauréat arts et lettres puis il suit les cours aux Beaux-Arts avant d'intégrer l'École Émile Cohl de Lyon. Après une carrière en indépendant, il rencontre Thomas Mosdi et tous deux collaborent pour les tomes trois (2000) et quatre de Xoco.

## Œuvre

### Albums
- 62 auteurs de Boulogne Dessiné, scénario et dessins collectifs, Les Amis de la B.D., 2010  (ISBN 978-2-9537801-0-9)
- Corpus Hermeticum, Soleil Productions, collection Terres Secrètes
  1.  Les hautes terres, scénario d'Axel Gonzalbo, 2007  (ISBN 978-2-84946-855-5)
- Une boulonnaise, scénario collectif, dessins de Béatrice Tillier, Caza, Jean-Louis Dress, Olivier Brazao, Laurent Paturaud, Mig, Christophe Palma, Al Severin, Jean-Claude Cassini et Laurent Houssin, Festival Boulogne, 2007
- Les Filles de Soleil, dessins collectifs, Soleil Productions
Tome 12, 2008  (EAN 200-0-00-941565-0)
- La Geste des Chevaliers Dragons, scénario d'Ange, Soleil Productions
  1.  La Première, 2012  (ISBN 978-2-302-02333-8)
- Xoco, scénario de Thomas Mosdi, Vents d'Ouest, collection Gibier de potence
  1.  Douze Rois-Démons, 2000  (ISBN 2-86967-697-2)
  2. Le Dragon et le tigre, 2002  (ISBN 2-8696-7899-1)
- Les Mondes de Lovecraft, scénario de Patrick Renault, Soleil Productions
  1. Arcanes, dessins d'Olivier Peru, Jean-Jacques Dzialowski, Teddy Kristiansen, Christophe Palma, Stéphane Collignon[1], 2008  (ISBN 978-2-302-00202-9)

### Jeux de société
- Opération Archéo, jeu de Mathieu Baiget, illustrations de Christophe Palma et Yohann Colney, Ludiconcept, 2017
- Cuistot Fury, jeu de Mathieu Baiget, illustrations de Christophe Palma, Ludiconcept, 2019